# Brotheas granulatus
Espèce
Brotheas granulatus est une espèce de scorpions de la famille des Chactidae.

## Distribution
Cette espèce se rencontre en Guyane, au Guyana et au Brésil en Amapá. Sa présence au Suriname est incertaine.

## Description
L'holotype mesure 66 mm.
Brotheas granulatus mesure de 58 à 65 mm.

## Publication originale
- Simon, 1877 : Études Arachnologiques. 6° mémoire. X. Arachnides nouveaux ou peu connus. Annales de la Société entomologique de France, sér. 5, vol. 7, p. 225-242 (texte intégral).